# Västra Stenby landskommun
Västra Stenby landskommun var en tidigare kommun i Östergötlands län.

## Administrativ historik
När 1862 års kommunalförordningar trädde i kraft inrättades i Sverige cirka 2 500 kommuner. Huvuddelen av dessa var landskommuner (baserade på den äldre sockenindelningen), vartill kom 89 städer och åtta köpingar. Då inrättades i Västra Stenby socken i Aska härad i Östergötland denna kommun.
Vid kommunreformen 1952 uppgick denna landskommun i Aska landskommun. Denna uppgick 1974 i Motala kommun, och vid delningen av den kommunen 1980 kvarstod detta område i Motala kommun.

## Politik

### Mandatfördelning i Västra Stenby landskommun 1938-1946
| 1 | 9 | 10 |

| 19 |

| 11 | 9 |

| 18 |

| 1 | 9 | 10 |

| 18 |